# Equipo de Copa Davis de Trinidad y Tobago
El equipo trinitario de Copa Davis representa a Trinidad y Tobago en la Copa Davis y se rigen por la Tennis TT.

## Historia
Trinidad y Tobago compitió en su primera Copa Davis en 1990. Trinidad y Tobago actualmente compite en el Grupo III de la Zona Americana. Los trinitarios nunca estuvieron en el Grupo Mundial, pero su mejor actuación en el certamen, fue cuando participaron en la Zona Americana 2 en 3 ocasiones (1990, 1991 y 2002).

## Equipo actual
- Luke de Caires
- Richard Chung
- Akiel Duke
- Brandon Tom